# Herta
A Herta Herta német eredetű női név, a germán istennő, Nerthus neve nyomán. Június 14‑én ünneplik, és a hagyományban női tavaszerőket idéz, bár nem kötődik külön ünnepi hagyományhoz Magyarországon . 

## Gyakorisága
Az 1990-es években szórványos név, a 2000-es években nem szerepel a 100 leggyakoribb női név között.

## Névnapok
- június 14.[2]

## Híres Herták
- Hertha Feiler (1916–1970) színésznő
- Herta Müller írónő